# Енцеболладо
Encebollado (іспанська:Encebollado, приготована з цибулею) — рибне рагу з Еквадору, де воно вважається національною стравою. Хоча ця страва відома в усьому Еквадорі, найпопулярніша в прибережному регіоні країни.   

## Опис
Подається з відвареною маніокою і кільцями маринованої червоної цибулі. Заправка з цибулі готується зі свіжих помідорів і спецій, таких як перець або листя коріандру. Його зазвичай готують з альбакором, але також можна використовувати тунця або іншу рибу. Можна подавати зі стиглим авокадо.
Можливо, воно походить від баскської страви під назвою мармітако.
Енцеболладо зазвичай подається з банановими чипсами (Чифле), плантаном або хлібом як гарнір. Його можна прикрасити соком лайма та соусом чилі. Люди в Еквадорі їдять його на сніданок, обід або вечерю. Ресторани, де продається тільки ця страва, починають подавати його з самого ранку.